# Veldrus
Veldrus (Juncus acutiflorus) is een plantensoort uit de russenfamilie (Juncaceae).

## Determinatie
Veldrus is een overblijvende, kruidachtige plant die een hoogte bereikt van 30–90 cm. Ze vormt lange wortelstokken en heeft een ronde of iets afgeplatte stengels. De draadvormige, vrij donkergroene bladeren hebben op regelmatige afstand een dwars tussenschot. Veldrus bloeit van juni tot september met donkerroodbruine bloemen. De bloeiwijze bestaat uit hoofdjes. De binnenste, toegespitste bloemdekbladen zijn langer dan de buitenste. De vrucht is een roodbruine, 3 mm lange doosvrucht en heeft een lange snavel. De zaden zijn kleverig.

## Ecologie
Veldrus komt voor op natte, mesotrofe, minerotrofe gronden in hooilanden, heidevelden, moerassen, langs beken, vennen en in natte duinvalleien.

## Verspreiding
Het natuurlijke verspreidingsgebied van veldrus strekt zich uit over Eurazië.

## Fotogalerij

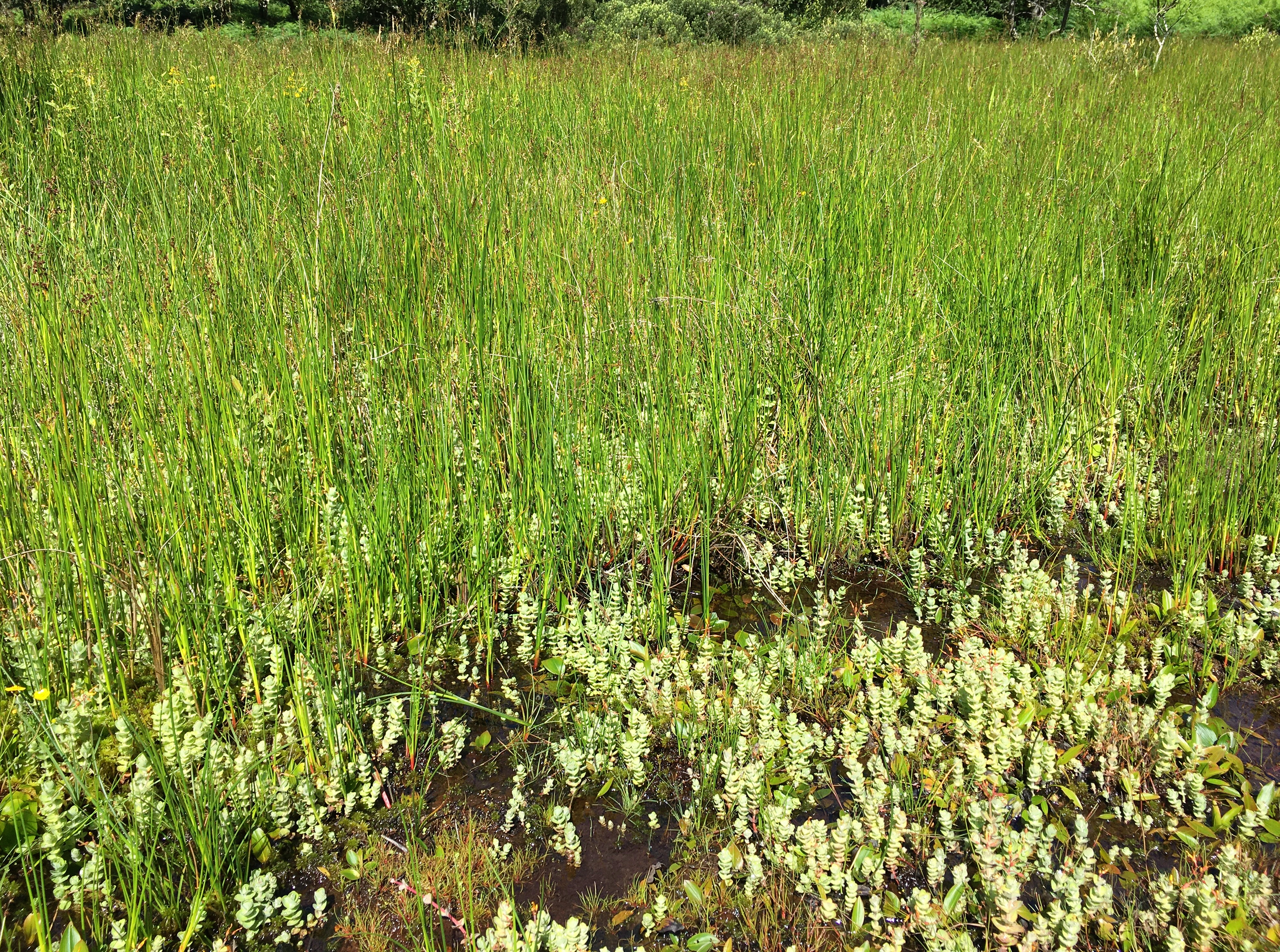
Veldrus langs een ven
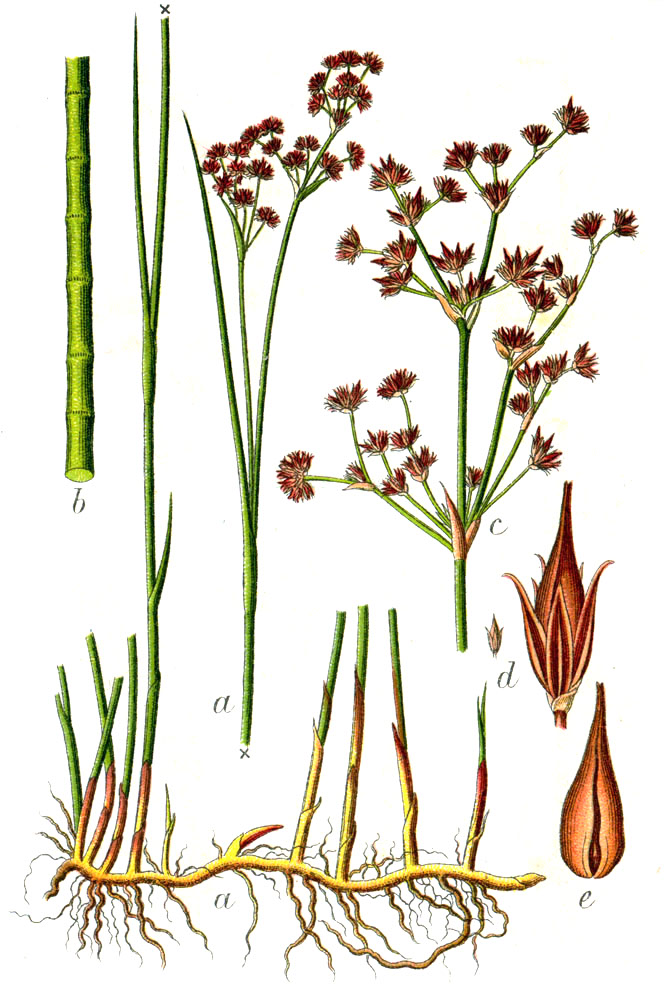
Een botanische illustratie